# Jason Christie
Pour les articles homonymes, voir Christie.
Jason Christie, né le 22 décembre 1990 à Ashburton, est un coureur cycliste néo-zélandais. Il pratique le cyclisme sur piste et sur route.

## Biographie
En janvier 2016, grâce à son premier titre de champion de Nouvelle-Zélande sur route et sa quatrième place sur son championnat national du contre-la-montre, il devient de manière symbolique le premier leader du tout récent classement mondial. Néanmoins ce classement étant roulant sur une période de 52 semaines, il n'est réellement pertinent qu'au bout d'une année complète.

## Vie privée
En novembre 2018, il se marie avec la cycliste Georgia Catterick.

## Palmarès sur piste

### Championnats du monde juniors
- Aguascalientes 2007
  -  Médaillé de bronze de la course aux points juniors
- Le Cap 2008
  -  Médaillé de bronze de la poursuite individuelle juniors
  -  Médaillé de bronze de la poursuite par équipes juniors

### Championnats d'Océanie
- 2007
  -  Champion d'Océanie de poursuite par équipes juniors (avec Thomas Scully, Chad Adair et Simon Honour)
  -  Médaillé d'argent du scratch juniors
- 2008
  -  Champion d'Océanie du scratch

### Championnats de Nouvelle-Zélande
- 2006
  -  Champion de Nouvelle-Zélande de poursuite individuelle cadets
  - 2e du 500 m cadets
  - 2e de la vitesse individuelle cadets
  - 3e de la vitesse par équipes cadets
- 2007
  - 2e de la poursuite individuelle juniors
  - 2e du kilomètre juniors
- 2013
  - 3e de l'américaine

## Palmarès sur route

### Par années
| - 2006 - Champion de Nouvelle-Zélande sur route cadets - 3e du championnat de Nouvelle-Zélande du contre-la-montre cadets - 2010 - 4e étape du Tour de Vineyards - 1re étape du Tour de Southland (contre-la-montre par équipes) - 2011 - Champion de Nouvelle-Zélande du contre-la-montre espoirs - 1re étape du Tour de Vineyards - Prologue du Tour de Southland (contre-la-montre par équipes) - Médaillé de bronze du championnat d'Océanie sur route espoirs - 6e du championnat du monde du contre-la-montre espoirs - 2012 - 3e étape du Tour de Vineyards - 2013 - 3e étape de la New Zealand Cycle Classic - 3e étape du Tour de Canterbury - 1re étape du Tour de l'Ijen - 1re étape du Tour de Vineyards - 2014 - 1re, 6e et 8e étapes de la Ronda Pilipinas - Around Brunner Ride - 3e du championnat de Nouvelle-Zélande du contre-la-montre | - 2015 - 1re étape de la New Zealand Cycle Classic - Graperide - Tour d'Okinawa - 2e de la New Zealand Cycle Classic - 3e du championnat de Nouvelle-Zélande sur route - 2016 - Champion de Nouvelle-Zélande sur route - Graperide - 3e étape du Tour de l'Ijen - 1re étape du Tour de Florès - 2017 - 3e étape du Tour du lac Poyang - 2e du championnat de Nouvelle-Zélande sur route - 2e du championnat de Nouvelle-Zélande du contre-la-montre - 2018 - Champion de Nouvelle-Zélande sur route - 3e du championnat de Nouvelle-Zélande du contre-la-montre - 2019 - Médaillé d'argent du championnat d'Océanie du contre-la-montre - Médaillé d'argent du championnat d'Océanie sur route |

### Classements mondiaux
| Année                                 | 2011 | 2012 | 2013 | 2014 | 2015 | 2016 | 2017 | 2018 | 2019 | 2020  |
| ------------------------------------- | ---- | ---- | ---- | ---- | ---- | ---- | ---- | ---- | ---- | ----- |
| Classement mondial                    |      |      |      |      |      | 556e | 615e | 625e | 317e | 1183e |
| UCI Europe Tour                       | 882e | nc   | nc   | nc   | 964e | nc   | nc   | nc   |      |       |
| UCI Asia Tour                         | nc   | nc   | nc   | 169e | 79e  | 289e | 563e | nc   |      |       |
| UCI Oceania Tour                      | 36e  | 19e  | 13e  | 20e  | 5e   | 11e  | 7e   | 7e   | 14e  | 62e   |
|                                       |      |      |      |      |      |      |      |      |      |       |
| Légende : nc = non classéSource : UCI |      |      |      |      |      |      |      |      |      |       |